# Résolution 355 du Conseil de sécurité des Nations unies
Membres permanents
- Chine
- États-Unis
- France
- Royaume-Uni
- URSS

Membres non permanents
- Australie
- Autriche
- RSS de Biélorussie
- Cameroun
- Costa Rica
- Indonésie
- Iraq
- Kenya
- Mauritanie
- Pérou

Résolution no 354 Résolution no 356
La résolution 355 du Conseil de sécurité des Nations unies fut adoptée le 1er août 1974. Le Conseil a rappelé ses résolutions 186, 353 et 354, a noté que tous les États avaient déclaré leur respect de la souveraineté, de l'indépendance et de l'intégrité territoriale de Chypre et a prié le secrétaire général de prendre les mesures appropriées en ce qui concerne à un éventuel cessez-le-feu et de faire un rapport au Conseil. La résolution cherchait à mettre fin au conflit déclenché par l'invasion turque de Chypre.
La résolution 355 a été adoptée avec 13 voix contre zéro ; la république socialiste soviétique de Biélorussie et l'Union soviétique se sont abstenues.

## Texte
- Résolution 355 sur fr.wikisource.org
- Résolution 355 sur en.wikisource.org